# Zoo Krefeld

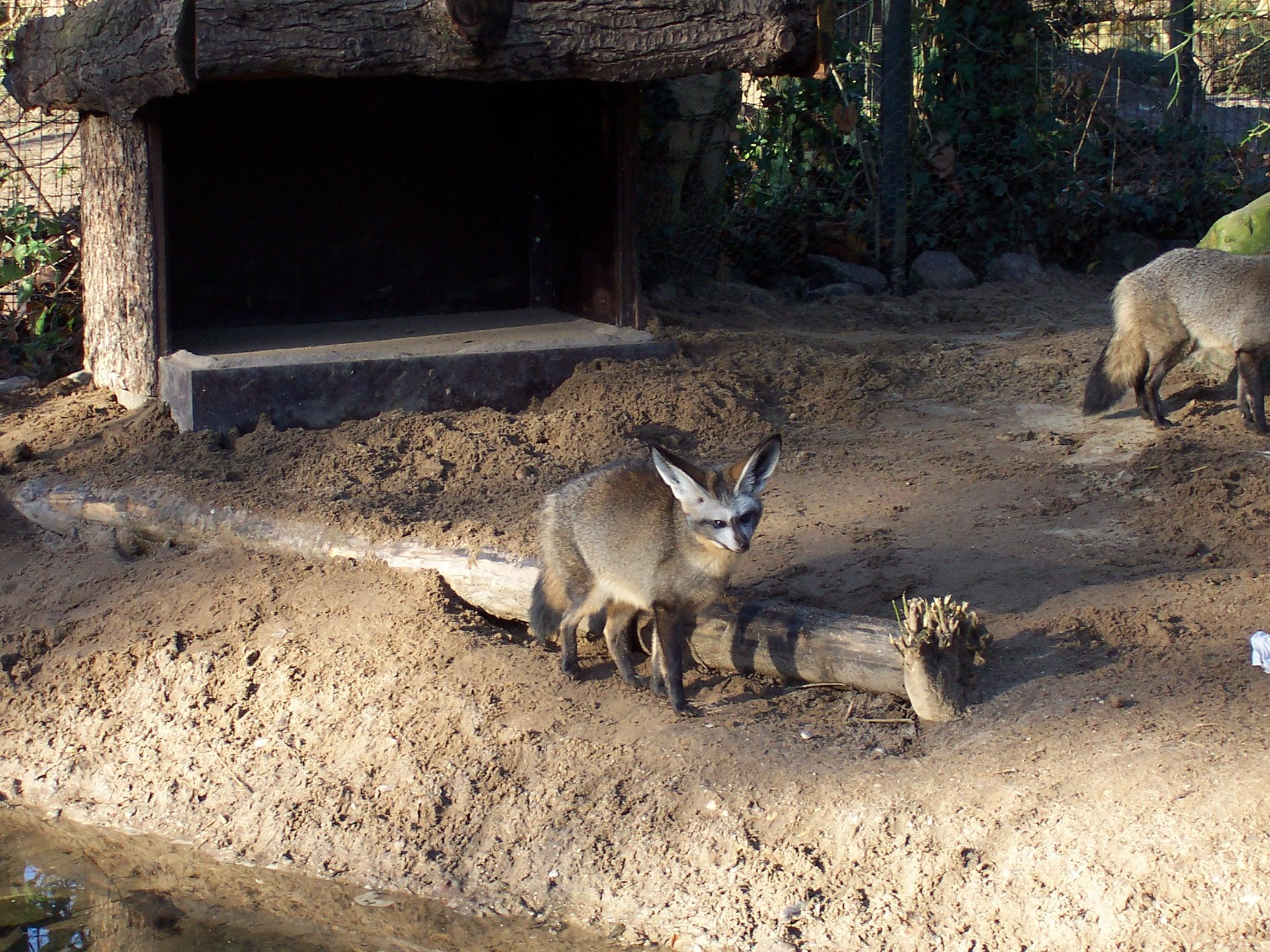
Lepelhond

Zoo Krefeld is de dierentuin van de Duitse stad Krefeld in de deelstaat Noordrijn-Westfalen, die werd geopend op 1938. In de 13 hectare grote dierentuin worden ongeveer 1300 dieren uit circa 225 soorten gehouden.

## Geschiedenis
Op 22 mei 1938 opende de dierentuin onder de naam Krefelder Tierpark zijn deuren als opvolger van de privétuin Crefelder Tiergarten. In 1970 werd de dierentuin hernoemd naar Zoo Krefeld.
Op 1 januari 2020 vond een grote brand plaats in het Affentropenhaus waarbij alle in dit gebouw ondergebrachte dieren om het leven kwamen, met uitzondering van twee chimpansees. De brand werd veroorzaakt door wenslampions.

## Beschrijving
Zoo Krefeld heeft vijf zwaartepunten: fauna van tropisch Amerika, fauna van de Afrikaanse Savanne, water- en tropische vogels, mensapen en grote katten.
De Amerikaanse diersoorten bevinden zich nabij de ingang van de dierentuin met de buitenverblijven van onder meer de reuzenmiereneter en de laaglandtapir. In het 1.100 m² grote Regenwaldhaus, geopend in 1998, is een regenwoud nagemaakt met meer dan vierhonderd verschillende plantensoorten. In dit gebouw zijn vrij levende witgezichtsaki's, tweevingerige luiaards, tamandoea's, langtongvleermuizen, hagedissen en vogels te zien. Grenzend aan het Regenwaldhaus bevindt zich ook een kas voor vlinders en een in 2014 geopende volière voor Humboldtpinguïns en incasternen.
De Afrikaanse savannedieren zijn te zien op en rond de Afrikawiese en bestaan uit verschillende soorten antilopen, zwarte neushoorns, stokstaartjes, lepelhonden en enkele vogelsoorten.
De verschillende water- en tropische vogels bewonen de vijvers van Zoo Krefeld en de Vogeltropenhalle, geopend in 1989.
De mensapen (Borneose orang-oetan, westelijke laaglandgorilla en chimpansee) waren samen met enkele klauwapen ondergebracht in het Affentropenhaus, geopend in 1975. Op 1 januari 2020 ging dit gebouw in vlammen op en kwamen bijna alle inwoners om het leven. Wat rest is een groep gorilla's die ondergebracht is in de nabijgelegen Gorillagarten.
In de Großkatzengehegen uit 2004 en 2005 leven jaguars en Sumatraanse tijgers. Jachtluipaarden en sneeuwpanters zijn elders in de Zoo ondergebracht.
Verder bevinden zich in de dierentuin verblijven voor onder andere Aziatische olifanten, dwergnijlpaarden, muskusossen, jagoearoendi's, mantelbavianen, berganoa's, Goodfellowboomkangoeroes en Californische zeeleeuwen.

## Fokprogramma's
Het park neemt deel aan meerdere internationale fokprogramma's en coördineert en beheert de EEP-stamboek voor de Goodfellowboomkangoeroe en het ESB-stamboek van de zuidelijke boommiereneter.